# Martin Jirouš
Martin Jirouš je fotbalový hráč. V současnosti reprezentuje fotbalový klub Bohemians 1905, kde zastává roli útočníka. Poprvé o sobě dal Martin Jirouš vědět v sezoně 2008/2009, kdy hostoval v Baníku Sokolov, kde se stal s osmnácti góly nejlepším střelcem druhé ligy. Při nabídce fotbalového klubu AC Sparta Praha v Sokolově neváhali s uplatněním opce a poslali nadějného hráče na hostování do Prahy. V rudém dresu se uvedl čtyřmi góly během jednoho poločasu do sítě Františkových Lázní a v týmu zůstal.V sezoně 2011-2012 byl nejdříve poslán na hostování do Dukly Praha a poté do Sigmy Olomouc.Následující sezonu stráví taktéž na hostování v týmu Bohemians 1905.